# Jūni-hitoe
Jūni-hitoe (jap. 十二単, 十二単衣), karaginumo (jap. 唐衣裳), kasane shōzoku (jap. 襲装束), nyōbō shōzoku (jap. 女房装束) – japoński strój reprezentacyjny (ceremonialny bądź formalny) wykonany z tkanin jedwabnych, który był noszony przez członkinie arystokracji dworskiej od IX wieku, a w wersji uproszczonej i ograniczonej do 5 kimon od lat 70. XI wieku lub okresu Kamakura . „Królujące w epoce Heian” jūnihitoe, choć wyjątkowo nieskomplikowane w kroju, „było symbolem szyku, elegancji i dobrego smaku”. Składało się z wielu elementów odzieży, przy których łączeniu istotne było osiągnięcie wyrafinowanych efektów kolorystycznych.

Oficjalne stroje dworskie z okresu Heian oraz charakterystyczne dla tej epoki fryzury i makijaż. Fragment XIII-wiecznego Ilustrowanego dziennika Murasaki Shikibu (Murasaki Shikibu nikki emaki (jap. 紫式部日記絵巻) ze zbiorów Muzeum Narodowego w Tokio

Ponieważ do współczesności nie przetrwały żadne przykłady tekstyliów z okresu Heian, źródłem informacji o ówczesnym wielowarstwowym typie kobiecego ubioru są przekazy pisemne i ikonograficzne. Wśród zachowanych zabytków literatury pięknej wyróżniają się zwłaszcza XI-wieczne utwory prozatorskie Sei Shōnagon i Murasaki Shikibu, bogate w opisy reprezentacyjnych strojów dam dworu, sposobu ich noszenia i kolorystyki.

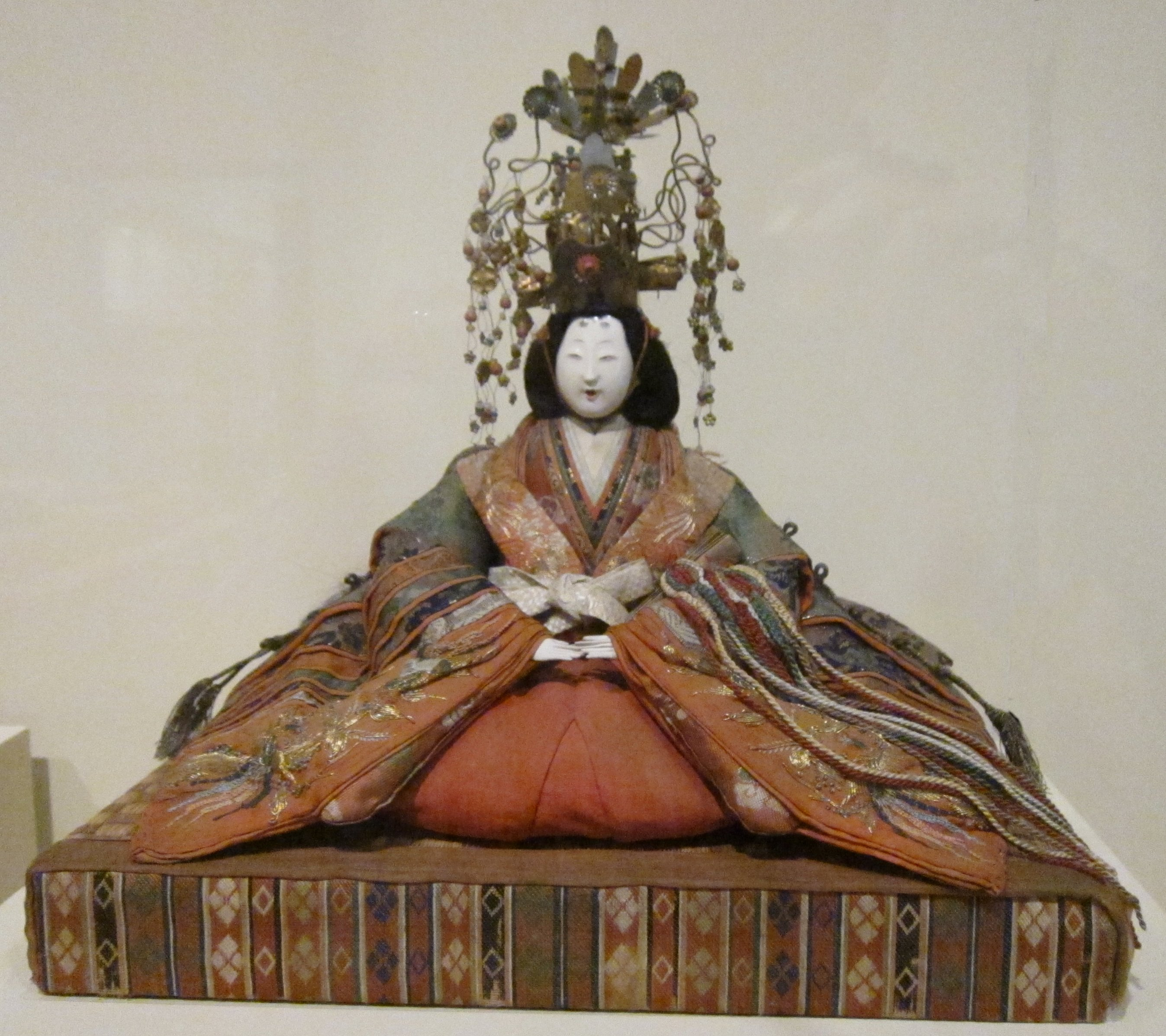
Wielowarstwowy strój dworski XIX-wiecznej lalki me-bina (jap. 女雛) w typie kokin bina (jap. 古今雛) ze zbiorów Muzeum Sztuki w Honolulu. Lalki w jūnihitoe eksponowane są od XVII wieku podczas Święta Dziewczynek

Kobiecy ubiór reprezentacyjny złożony był z wielu nałożonych na siebie, różnokolorowych, częściowo widocznych szat o bardzo prostym kroju. Kolejne warstwy odzieży dobierano według skomplikowanych reguł estetycznych, zwanych irome no kasane (jap. 色目の襲) lub kasane no irome (jap. 襲の色目) , tj. nałożone na siebie odcienie. Szczególną wagę przywiązywano do harmonijnego dopasowania palety barw jūnihitoe do cyklu przemian w przyrodzie, „podkreślając w ten sposób nierozerwalny związek ze światem natury”, jak również cyklu ceremonii, świąt i obrzędów religijnych.
Charakterystyczną cechą japońskich ubiorów wielowarstwowych była ich obszerność i sztywność, maskująca figurę. Kobiety „ginęły w niezwykle grubych strojach, które sprawiały, że wszelkie indywidualne cechy budowy stawały się czymś niewłaściwym i niewidocznym”.
W wiekach X-XI na określenie ceremonialnego stroju kobiecego używano pojęć karaginumo (jap. 唐衣裳) bądź mokaraginu (jap. 裳唐衣) od dwóch dodatkowych elementów pełnego zestawu szat, tj. mo (jap. 裳)  – plisowanej tylnej zapaski tworzącej tren oraz karaginu (jap. 唐衣) – krótkiej szaty przypominającej kamizelkę. Wielowarstwowe komplety odzieży, noszone w kilku wariantach, nazywano również kasane shōzoku (jap. 襲装束), ubiorem dam dworu – nyōbō shōzoku (jap. 女房装束), ubiorem wielowarstwowym – karaginu no shōzoku (jap. 唐衣の装束) lub po prostu shōzoku (jap. 装束) .
Wyrażenie jūnihitoe (jap. 十二単), czyli 12 warstw (strój 12-warstwowy), jako określenie najbardziej oficjalnej wersji ubioru dworskiego zaczęło być używane dopiero w XVI wieku . Prawdopodobnie liczba 12 miała odnosić się do znacznej wielowarstwowości tego typu tekstyliów.

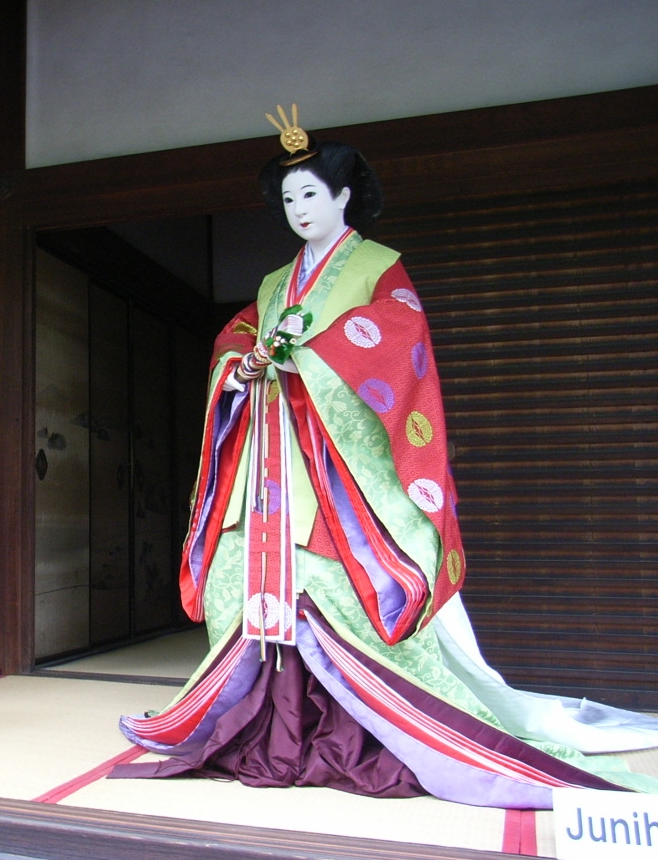
Uproszczona wersja stroju jūnihitoe. Fryzura i makijaż charakterystyczne dla przedstawicielek arystokracji dworskiej w okresie Edo (XVII-XIX w.). Ubiór prezentowany na manekinie w Pałacu Cesarskim w Kioto Kyōto Gosho (jap. 京都御所)

W rzeczywistości – do momentu wydania przepisów antyzbytkowych, które ograniczyły kasane shōzoku do 5 warstw kimon – arystokratki nosiły zmienną liczbę szat tworzących komplet, dobierając je w zależności od okresu roku i panujących warunków atmosferycznych, okoliczności czy własnych upodobań. Wielowarstwowość ubioru mogła zarówno ograniczać się do 5 kimon, jak i dochodzić do 40 kolejnych elementów odzieży. W okresie Heian komplety jūnihitoe dam dworskich składały się zazwyczaj z 10-25 jedwabnych szat. Przed wprowadzeniem ograniczeń w zakresie wystawności dworskich strojów, waga takich zestawów odzieżowych mogła dochodzić nawet do 15 kg.
W okresie Kamakura ograniczono przepych i obszerność szat dworskich, weszły również w modę inne typy ubiorów, jednak członkinie dworu cesarskiego nadal zakładały jūnihitoe z okazji uroczystości intronizacyjnych czy weselnych. Do dzisiejszego dnia stroje ceremonialne, pieczołowicie przechowywane i konserwowane, są jeszcze noszone przez kobiety należące do rodziny panującej.
W okresie Edo wśród mieszczan rozpowszechnił się zwyczaj eksponowania lalek hina ningyō (jap. 雛人形) podczas Święta Dziewczynek, zwanego też Festiwalem Lalek. Chociaż już w latach 40. i 50. XVII wieku siogunat Tokugawów wydał prawa ograniczające ekstrawagancję i przepych w kostiumach lalek, od przełomu  XVII i XVIII wieku niektóre typy figurek – genroku bina (jap. 元禄雛) i kyōho bina (jap. 享保雛) – odziewano w wielowarstwowe stroje. Formy i kolorystyka tych szat były „mieszczańską fantazją na temat strojów noszonych na dworze cesarskim”. Jednak w połowie XVIII wieku wykształcił się kolejny rodzaj lalek – yūsoku bina (jap. 有職雛) – które ubierano w szaty o wiele skromniejsze, ale będące kopiami autentycznych modeli jūnihitoe. Materiały na te wielowarstwowe ubranka były nawet sprzedawane wytwórcom lalek przez dostawców tekstyliów na dwór cesarski. Ostatecznie przepych, ozdobność i fantazyjność niektórych szczegółów stroju wcześniejszych typów figurek została połączona z realizmem ubiorów dworskich. Fuzja tych elementów znalazła swój wyraz w kokin bina (jap. 古今雛). Lalki te stały się najbardziej popularne wśród warstw mieszczańskich w ostatnim stuleciu okresu Edo.
Reminiscencje dworskich strojów z okresu Heian były również widoczne w awangardowej modzie lat 80. i 90. XX wieku, gdy propozycje japońskich projektantów „cechowały wielowarstwowość i ignorowanie kształtów ciała”.